# GSAT-5
O GSAT-5 (Também chamado de INSAT-4D) é um satélite de comunicação geoestacionário indiano que está sendo construído e também será operado pela Organização Indiana de Pesquisa Espacial (ISRO). O satélite será baseado na plataforma I-2K (I-2000) Bus.

## Lançamento
O satélite ainda não tem uma data prevista para ser lançado ao espaço. Ele será lançado por meio de um veículo GSLV Mk.II a partir do Centro Espacial de Satish Dhawan, na Índia e terá uma massa de lançamento de 2250 kg.

## Capacidade
O GSAT-5 será equipado com 12 transponders em banda C, 6 transponders de banda C estendido.